# Narcissus viridiflorus
Narcissus viridiflorus (Syn.: Narcissus integer, Chloraster integer) ist eine Pflanzenart aus der Gattung der Narzissen (Narcissus), die selbst in die Amaryllidaceae und dort in die Amaryllidoideae eingeordnet wird.

## Beschreibung
Narcissus viridiflorus ist eine ausdauernde, krautige Pflanze, die die Vegetationsruhe mithilfe einer Zwiebel überdauert, also eine geophytische Lebensweise aufweist.
Die Pflanze weist Wuchshöhen von 15 bis 20 cm auf und hat zur Blütezeit meist keine grünen Blätter, diese erscheinen später. Sie sind schmal (2–5 mm), dunkelgrün und bis zu 35 cm lang. Jede Pflanze bringt nur ein Blatt pro Saison hervor und, falls sie geblüht hat, meist gar keins.

### Generative Merkmale
Die Blütezeit erstreckt sich in situ von Oktober bis November. Die 2–5 Blüten sind in einer Dolde an einem fleischigen Blütenstängel angeordnet und werden zuerst von einem Hüllblatt (Spatha) umgeben, das später aufreißt, um die Knospen freizugeben. Zu Beginn der Blüte ist es dann vertrocknet und braun (siehe Foto). Die sternförmigen Blüten sind dunkel- bis hellgrün mit bräunlichem Stich, wobei die Mitte des Perigonblattes (Tepal) intensiver gefärbt ist als die Ränder und weisen einen leichten silbrig-glänzenden Schimmer auf. Die Tepalen können auch zurückgebogen sein. Die ebenfalls grüne Nebenkrone ist nur etwa 1 mm hoch und damit recht klein. Der Fruchtknoten ist dreikantig und länglich und bildet bei erfolgreicher Bestäubung durch Insekten eine dreifächerige Kapselfrucht, die die Samen erhält. Die Blütenstiele eines Blütenstandes sind unterschiedlich lang, da die Blüten einer Pflanze auf unterschiedlichen Höhen liegen.

### Blütenduft
Die Blüten von Narcissus viridiflorus haben einen sehr starken, süßlich Geruch mit ranziger Note, welcher typisch für die Art ist. Dabei finden sich sowohl für Narzissen typische Blütendüfte wie (E)-β-Ocimen, Essigsäurebenzylester und Linalool, aber auch eher ungewöhnliche Blütenduftstoffe wie Eukalyptol, p-Kresol oder 2-Phenethylacetat. Eine weitere Besonderheit liegt darin, dass sich N. viridiflorus auch in der Duftlokalisation und der damit verbundenen Gewebestruktur von anderen tagblühenden Narzissen unterscheidet. Dabei erstreckt sich die Emission von Blütenduftstoffen nicht nur auf die Nebenkrone, sondern ist auch auf die Perigonblätter verteilt, wodurch diese als erweitertes Duftorgan fungieren. Aufgrund des starken, speziellen Geruchs und der Veränderung der Blüte zu einem Duftorgan bei gleichzeitigem Verlust der Rolle als Schauapparat wird angenommen, dass sich Narcissus viridiflorus auf eine Bestäubung durch Nachtfalter spezialisiert hat (Phalänophilie). Stichprobenartig konnte dabei nachgewiesen werden, dass die Duftintensität während der 14-tägigen Anthese in den Abendstunden deutlich zunimmt. Damit dürfte sie die einzige nachtblütige Art aus der Gattung sein.

## Vorkommen
Die Art ist in ihrer Verbreitung auf Südspanien, Gibraltar und Marokko beschränkt, wo sie in Dünen und Korkeichen- bzw. Kiefernwäldern und Heiden zu finden ist. Im Sommer ist es an ihren natürlichen Standorten recht trocken.
Abgesehen von ihrer natürlichen Verbreitung wird die Pflanze weltweit von botanischen Gärten und Sammlern kultiviert, ist aber in dieser Hinsicht eine große Rarität, da die speziellen Bedingungen ihrer Naturstandorte (z. B. die warme Ruhezeit zur Blüteninduktion) schwierig nachzuahmen sind.